# Mike Mosley
Mike Mosley, född den 13 december 1946 i Oklahoma City i Oklahoma,  död den 3 mars 1984 i Riverside i Kalifornien, var en amerikansk racerförare.

## Racingkarriär
Mosley var en framgångsrik tävlade i USAC Indycar och CART under 1970 och 1980-talet. Hans största framgång var en tredjeplats i Indianapolis 500 1979. Han deltog i sjutton raka Indy 500-tävlingar mellan 1967 och 1982. Han vann totalt fem gånger i Indycar, varav tre gånger på Milwaukee Mile. Mosley dog i en trafikolycka utanför Riverside 1984. Hans son Michael överlevde kraschen.